# Griffineae
Griffineae  är ett tribus i familjen amaryllisväxter med två släkten från tropiska Amerika. 

## Släkten
- Blåamaryllissläktet (Worsleya)
- Griffiniasläktet (Griffinia)